# Scopula virgulata
Scopula virgulata là một loài bướm đêm trong họ Geometridae.